# Tri-City
Tri-City és una concentració de població designada pel cens dels Estats Units a l'estat d'Oregon. Segons el cens del 2000 tenia 3.519 habitants.

## Demografia
Segons el cens del 2000, Tri-City tenia 3.519 habitants, 1.348 habitatges, i 997 famílies. La densitat de població era de 179,5 habitants per km².
Dels 1.348 habitatges en un 30% hi vivien nens de menys de 18 anys, en un 57,2% hi vivien parelles casades, en un 11,8% dones solteres, i en un 26% no eren unitats familiars. En el 20% dels habitatges hi vivien persones soles el 9,7% de les quals corresponia a persones de 65 anys o més que vivien soles. El nombre mitjà de persones vivint en cada habitatge era de 2,6 i el nombre mitjà de persones que vivien en cada família era de 2,96.
Per edats la població es repartia de la següent manera: un 25,3% tenia menys de 18 anys, un 9% entre 18 i 24, un 25% entre 25 i 44, un 23,8% de 45 a 60 i un 16,9% 65 anys o més.
L'edat mediana era de 38 anys. Per cada 100 dones de 18 o més anys hi havia 93,4 homes.
La renda mediana per habitatge era de 33.306 $ i la renda mediana per família de 37.301 $. Els homes tenien una renda mediana de 31.192 $ mentre que les dones 20.719 $. La renda per capita de la població era de 15.017 $. Aproximadament el 9,3% de les famílies i el 13,9% de la població estaven per davall del llindar de pobresa.

## Poblacions més properes
El següent diagrama mostra les poblacions més properes.